# Баркмос
Баркмос — река в России, протекает по Добрянскому городскому округу Пермского края. Устье реки находится в 52 километрах по левому берегу реки Вильвы. Длина реки составляет 14 километров.
Река берёт начало в лесу на границе с Чусовским городским округом, в 13 километрах к юго-востоку от деревни Голубята, исток находится на западных предгорьях Среднего Урала. Течёт на северо-запад, всё течение, кроме устья, проходит по ненаселённой лесной местности. Притоки — Пентявка (левый), Сухой Лог (правый). Впадает в Вильву у деревни Боркмос.

## Данные водного реестра
По данным государственного водного реестра России, Баркмос относится к Камскому бассейновому округу, водохозяйственный участок реки — Кама от города Березники до Камского гидроузла, без реки Косьва (от истока до Широковского гидроузла), Чусовая и Сылва, речной подбассейн — бассейны притоков Камы до впадения Белой, речной бассейн — Кама.
По данным геоинформационной системы водохозяйственного районирования территории РФ, подготовленной Федеральным агентством водных ресурсов:
- Код водного объекта в государственном водном реестре — 10010100912111100008854
- Код по гидрологической изученности (ГИ) — 111100885
- Код бассейна — 10.01.01.009
- Номер тома по ГИ — 11
- Выпуск по ГИ — 1